# Richard Smalley
Richard Errett Smalley (n. 6 iunie 1943, Akron, Ohio, SUA – d. 28 octombrie 2005, Houston, Texas, SUA) a fost un chimist american, laureat al Premiului Nobel pentru chimie (1996).